# Deportivo La Guaira
Il Deportivo La Guaira è una società calcistica venezuelana con sede a Caracas, militante nella Primera División de Venezuela, la massima divisione del campionato venezuelano di calcio.

## Storia
Il Deportivo La Guaira fu fondato nel 2008 con il nome di Real Esppor Club, ottenendo nel 2009 la promozione in Primera División de Venezuela e cambiando denominazione il 26 giugno 2013, acquisendo il nome attuale.
Nel 2014 ha vinto il suo primo trofeo, battendo in finale di Copa de Venezuela il Trujillanos.

## Palmares

### Competizioni nazionali
- Campionato venezuelano: 1

2020
- Copa Venezuela: 3

2014, 2015, 2024

### Altri piazzamenti
- Campionato venezuelano:

Secondo posto: 2015, 2018

## Organico

### Rosa 2014
| N. |                      | Ruolo | Calciatore        |
| -- | -------------------- | ----- | ----------------- |
| 1  | Venezuela (bandiera) | P     | Renny Vega        |
| 2  | Venezuela (bandiera) | D     | Antonio Boada     |
| 3  | Venezuela (bandiera) | D     | Carlos Lujano     |
| 4  | Venezuela (bandiera) | D     | Daniel Benítez    |
| 5  | Venezuela (bandiera) | C     | Mijaíl Avilés     |
| 6  | Venezuela (bandiera) | C     | Bremer Piñango    |
| 7  | Colombia (bandiera)  | C     | Diego Espinel     |
| 8  | Colombia (bandiera)  | C     | Camilo Ramírez    |
| 10 | Venezuela (bandiera) | C     | Javier Campos     |
| 12 | Venezuela (bandiera) | P     | Javier Toyo       |
| 13 | Venezuela (bandiera) | D     | José Granados     |
| 14 | Venezuela (bandiera) | D     | Leonardo Bautista |
| 15 | Venezuela (bandiera) | D     | Yordan Osorio     |
| 16 | Venezuela (bandiera) | A     | Charlis Ortiz     |

| N. |                      | Ruolo | Calciatore          |
| -- | -------------------- | ----- | ------------------- |
| 17 | Venezuela (bandiera) | A     | Lewis Zapata        |
| 18 | Venezuela (bandiera) | A     | Jovanny Bolívar     |
| 19 | Venezuela (bandiera) | A     | José Manríquez      |
| 20 | Venezuela (bandiera) | C     | José Paráez         |
| 21 | Venezuela (bandiera) | C     | Yeferson Velasco    |
| 22 | Venezuela (bandiera) | C     | Eliécer Álvarez     |
| 23 | Venezuela (bandiera) | D     | Luiryi Erazo        |
| 24 | Venezuela (bandiera) | C     | Enson Rodríguez     |
| 26 | Venezuela (bandiera) | A     | Jenaro Herrera      |
| 27 | Venezuela (bandiera) | D     | Luis Morguillo      |
| 28 | Venezuela (bandiera) | C     | José Luis Fernández |
| 29 | Venezuela (bandiera) | A     | José Jiménez        |
| 30 | Venezuela (bandiera) | P     | Luis Lugo           |